# Transponder (luftfart)
En transponder (forkortelse for transmitter -res ponder og nogle gange forkortet til XPDR, XPNDR, TPDR eller TP) er en firecifret elektronisk enhed, der producerer et svar, når den modtager en radio -frekvensafhøring. Luftfartøjer har transpondere til at hjælpe med at identificere dem på flyveledernes radar. Collision avoidance systems er blevet udviklet til at bruge transpondertransmissioner som et middel til at opdage fly med risiko for at kollidere med hinanden.

## IDENT
Alle mode A-, C- og S-transpondere inkluderer en "IDENT"-omskifter, som aktiverer en speciel trettende bit på mode A-svaret kendt som IDENT, en forkortelse for "identify". Når jordbaseret radarudstyr  modtager IDENT-bitten, resulterer det i, at flyets blip "blomstrer" på radarkikkerten. Dette bruges ofte af flyvelederen til at lokalisere flyet blandt andet ved at anmode om ident-funktionen fra piloten, f.eks . "Cessna 123AB, squawk 0363 and ident".

## Transponderkoder
Transponderkoder er firecifrede numre, der transmitteres af en flytransponder som svar på et sekundært overvågningsradarforespørgselssignal for at hjælpe flyveledere med trafikseparering. En diskret transponderkode (ofte kaldet en squawk-kode) tildeles af flyveledere til at identificere et fly unikt i en flyveinformationsregion (FIR). Dette muliggør nem identifikation af fly på radar.
Koder består af fire oktale cifre; skiverne på en transponder læser fra nul til syv inklusive. Fire oktale cifre kan repræsentere op til 4096 forskellige koder, hvorfor sådanne transpondere nogle gange beskrives som "4096-kodetranspondere."
Brugen af ordet "squawk" kommer fra systemets oprindelse i Anden Verdenskrigs identification friend or foe-systemet (IFF), som fik kodenavnet "Parrot".

### Nødkoder
Følgende koder gælder i hele verden.
| Kode | Brug                                    |
| ---- | --------------------------------------- |
| 7500 | Flykapring (ICAO)                       |
| 7600 | Radiofejl (mistet kommunikation) (ICAO) |
| 7700 | Nødsituation (ICAO)                     |